# Svartbukig havslöpare
Svartbukig havslöpare (Fregetta tropica) är en fågel i familjen havslöpare inom ordningen stormfåglar.

## Utseende
Svartbukig havslöpare är en medelstor stormsvala med en kroppslängd på 20 centimeter. Huvudet är svart, flankerna vita och undre stjärttäckarna svarta, medan övergumpen vit. Vingundersidorna är vita med en mörk framkant och mörka vingpennor. Karakteristiskt för arten är det svarta strecket mitt på buken som förbinder det svarta huvudet med de svarta undre stjärttäckarna.

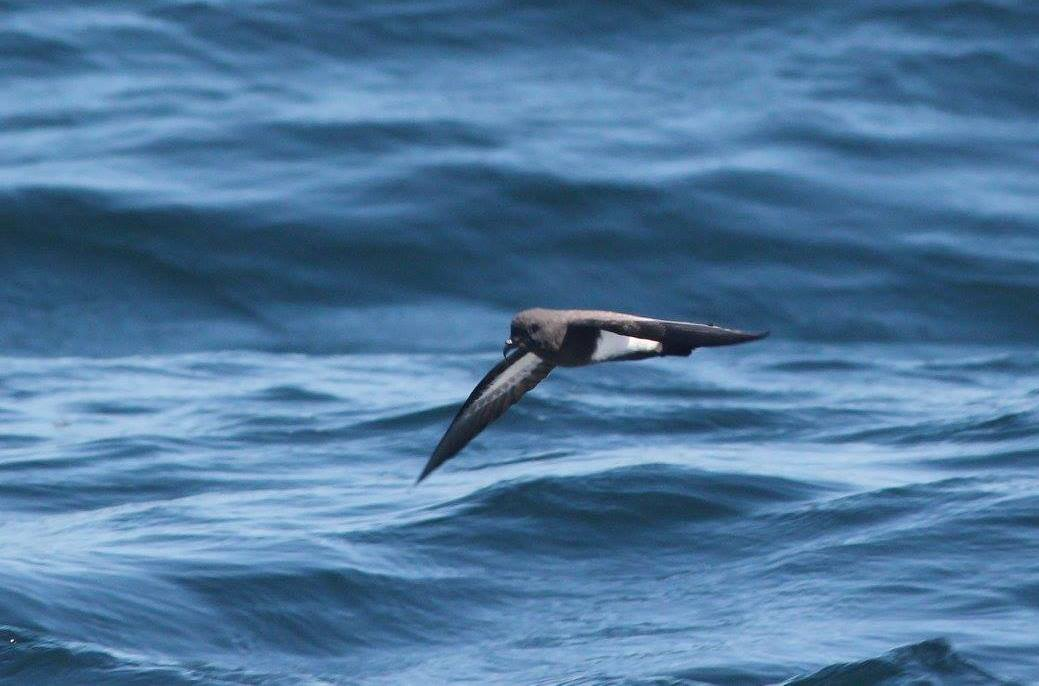
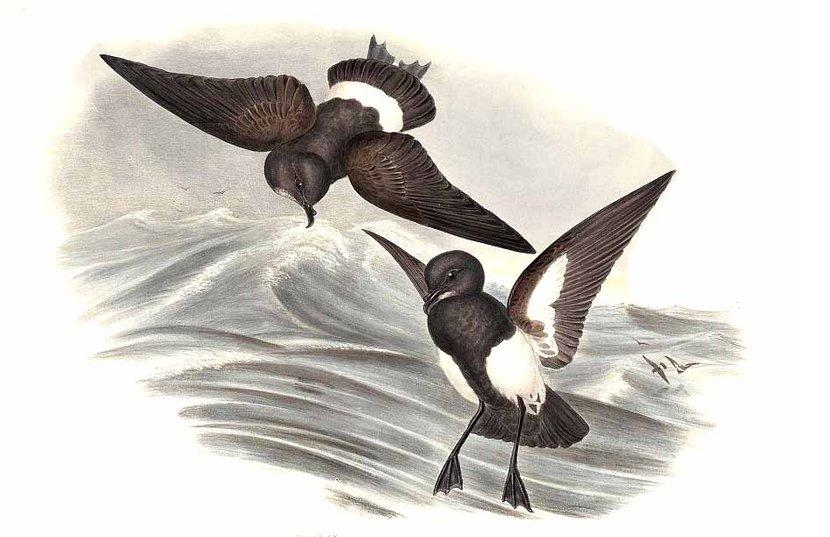

## Utbredning och systematik
Svartbukig havslöpare delas in i två underarter med följande utbredning:
- Fregetta tropica tropica – häckar på subantarktiska öar, förekommer pelagiskt utanför häckningstid till tropikerna.
- Fregetta tropica melanoleuca – häckar på Tristan da Cunha och Gough Island

Relationen till den nära släktingen vitbukig havslöpare är inte utredd och melanoleuca kan möjligen snarare tillhöra denna, alternativt vara en del av svartbukig havslöpare men inte utgöra ett eget taxon.

### Svartbukig stormsvala i Europa
Arten har påträffats vid återkommande tillfällen i området Banco de la Concepción utanför kanariska Lanzarote, men även 2011 utanför Madeira. Vid tre tillfällen har en stormsvala setts i Storbritannien som man inte kunnat avgöra om den är en svartbukig eller vitbukig havslöpare.

## Ekologi
Svartbukig havslöpare kommer inte nära land annat än för att häcka. Den kan vara associerad med kalla havsströmmar där den intar en föda av bläckfisk och småfisk, men information saknas. Den häckar från november och framåt i lösa kolonier på bara klippsluttningar, i tät vegetation eller på myrar på små utliggande öar, där den lägger ett ägg i en bohåla eller på en klippavsats.

## Status och hot
Arten har ett stort utbredningsområde och en stor population, men tros minska i antal, dock inte tillräckligt kraftigt för att den ska betraktas som hotad. IUCN kategoriserar därför arten som livskraftig (LC). Världspopulationen uppskattas till 500.000 individer.

## Namn
Tidigare var artens officiella svenska trivialnamn svartbukig stormsvala, men 2024 valde Birdlife Sveriges taxonomikommitté att justera namnet från stormsvala till havslöpare för att betona att de ej är närbesläktade med stormsvalorna i Hydrobatidae. Likaså har familjenamnet för Oceanitidae ändrats från sydstormsvalor till just havslöpare. Arten har även kallats svartmagad stormsvala.